# 神代桜
神代桜（じんだいざくら）は、山梨県北杜市武川町山高の実相寺境内にあるエドヒガンザクラの老木である。国指定の天然記念物であり、天然記念物としての名称は山高神代ザクラ（やまたかじんだいざくら）である。樹齢は1800年とも2000年ともいわれ、日本五大桜または三大巨桜の1つであり、1922年（大正11年）10月12日に国の天然記念物に、1990年（平成2年）6月に新日本名木百選（大阪市と読売新聞社の企画）に指定された。

## 沿革
日本武尊が東征の際にこの桜を植えたといわれており、13世紀の鎌倉時代に日蓮が樹勢の回復を祈願したとの伝説がある。
1922年（大正11年）には国の天然記念物に指定された。当時は、高さ13.6ｍ、枝張り東西27.0ｍ、南北30.6ｍ、高さ1.5ｍ地点の幹回りは10.6ｍあり、衰えが見られたとはいえ現在と比べればかなり樹勢はあった。しかし1930年（昭和5年）に撮影された写真で、1907年（明治40年）に撮影された写真と比べて神代桜の高さや枝張りが小さくなっていることが確認されており、1948年（昭和23年）には「あと3年で枯れる」と言われ、1951年（昭和26年）に撮影された写真では南側に張り出していた太い枝が枯死してさらに神代桜が小さくなっていたことが確認されている。1959年（昭和34年）には台風でさらに太枝が折れてますます小さくなり、1984年（昭和59年）には、ついに幹の上に保護用の屋根がかけられるようになった。

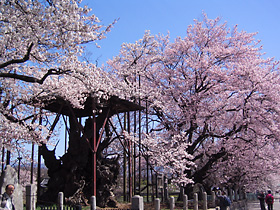
保護屋根撤去前の神代桜（2004年4月）

この樹勢低下を受けて、2002年（平成14年）に武川村教育委員会は日本花の会に樹勢衰退の要因を探るべく調査を依頼し、同会は学識者から成る「山高神代ザクラ樹勢回復調査委員会」を設けて調査にあたった。その結果、国の天然記念物に指定されて以降に行われた石積みの囲いと、囲い内に2度盛り土を行ったことが樹勢を悪化させたことが判明し、特に1971年（昭和46年）の2度目の盛り土が樹勢悪化を加速させたことが判明した。元より見物客の踏圧で弱っていた根の上から厚い盛り土をしたため根への酸素供給が断たれた上に、石囲い内は清掃が行き届いていたため有機質の補給がなくネコブセンチュウ病が蔓延していた。さらに保護用の屋根の設置により根元が乾燥した事も樹勢に悪影響を与えていた。
そこで2003年（平成15年）から日本花の会の設計と施工管理の下で、地元の株式会社雲松園が樹勢回復工事に着手し、神代桜の周囲の土壌を取り除いた替わりに、土壌改良材を混ぜた赤土で埋め戻して地表部には養分と微生物に富んだ培養土を敷いた。この結果、早くも翌2004年（平成16年）には新枝が前年の2倍の早さで伸び、葉の枚数も増え、根の発根量も目に見えて増えるなどの樹勢回復が認められた。そして2006年（平成18年）には保護用の屋根が撤去された。

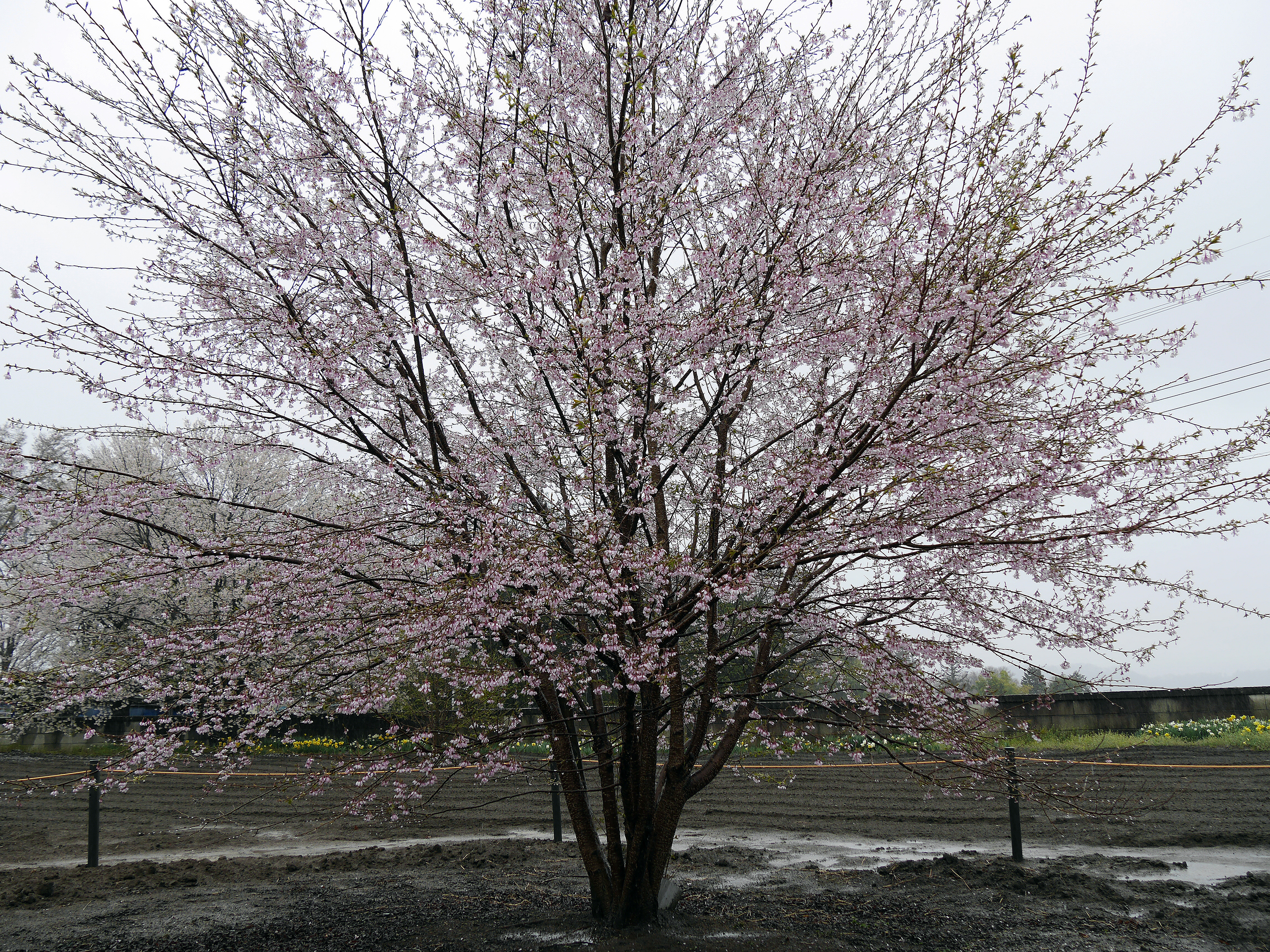
満開となった宇宙神代桜（樹齢６の状態）

2008年（平成20年）から2009年（平成21年）にかけて、本桜を含む14種の花の種を国際宇宙ステーションの日本実験棟「きぼう」に8カ月半滞在させた後に地球へ戻し、無重力状態が発育に与える影響などを調べる実験が行なわれた。約120粒宇宙飛行した種のうち、帰還後発芽したのは2粒に過ぎなかったが、うち1本は宇宙桜として実相寺で公開されている。この宇宙神代桜（仮称）は2010年（平成22年）に発芽したものだが、2012年（平成24年）春に異例の速さで初開花し、注目を集めた。2017年（平成29年）3月、宇宙桜に成った実を発芽させた2世樹が、岩手県洋野町および福島県楢葉町に贈呈され、東日本大震災からの復興のシンボル「きぼうの桜」として植樹された。その後も同様に、2018年4月には福島県浪江町および富岡町に、2019年3月には福島県飯舘村、宮城県名取市に贈呈、植樹されている。

## 三大巨桜の苗木
神代桜がある実相寺の境内には、三大巨桜の三春滝桜（福島県三春町）と淡墨桜（岐阜県本巣市）から、それぞれの苗木が贈られ植樹されている。

## 交通アクセス
所在地
- 山梨県北杜市武川町山高2763 実相寺境内

交通機関
- 車 中央高速道路須玉インターチェンジより8km
- 公共交通 中央本線日野春駅よりタクシー または 北杜市民バス乗り継ぎ武川巡回線神代公園バス停下車。